# Edifício Itália
O Circolo Italiano, popularmente conhecido como Edifício Itália, é o quarto maior prédio da cidade de São Paulo e um dos maiores do Brasil, com 165 metros metros de altura a partir do nível da rua (151 metros no deck de observação), distribuídos em 46 andares e dezenove elevadores. Inaugurado em 1965, é atualmente um dos marcos da cidade, protegido pelo Patrimônio Histórico por ser um dos maiores exemplos da arquitetura verticalizada brasileira.
A construção do Itália foi permitida pelas autoridades municipais apenas por se localizar em um dos pontos focais de São Paulo (na esquina das avenidas Ipiranga e São Luís, no centro da cidade), segundo consta nos documentos guardados pela administração do edifício. Um dos maiores destaques do edifício é o restaurante localizado no seu topo, conhecido como Terraço Itália, que além de ser um dos mais famosos de São Paulo, permite uma vista em 360 graus da cidade, sendo um dos mais importantes pontos turísticos da capital paulista.
No andar térreo do edifício há também um teatro e uma galeria de arte. Em dois pequenos prédios anexos encontra-se um antigo clube (o Circolo Italiano, que ocupava a área antes mesmo da construção do prédio). Os demais andares são ocupados por escritórios. Do lado de fora do edifício, há uma escultura do artista italiano Pericle Fazzini [en], o Cavalo Rampante, doado para o Circolo Italiano pelo governo italiano em 1974.

## História
Entre os séculos XIX e XX, a Praça da República era uma vasta região, porém distante do centro de São Paulo, mas a construção do Viaduto do Chá no ano de 1892 facilitou a ocupação de toda área até a Praça da República, formando o chamado "centro novo".
Na primeira metade do século XX, São Paulo passou por intenso desenvolvimento industrial e urbano, e, ao tornar-se a maior cidade do país, presenciou um grande processo de urbanização e modernização, o que foi fundamental para a consolidação de grandes projetos arquitetônicos nas décadas seguintes, como o prédio vizinho Copan (1951), o Parque do Ibirapuera (1954) e o MASP (1968).

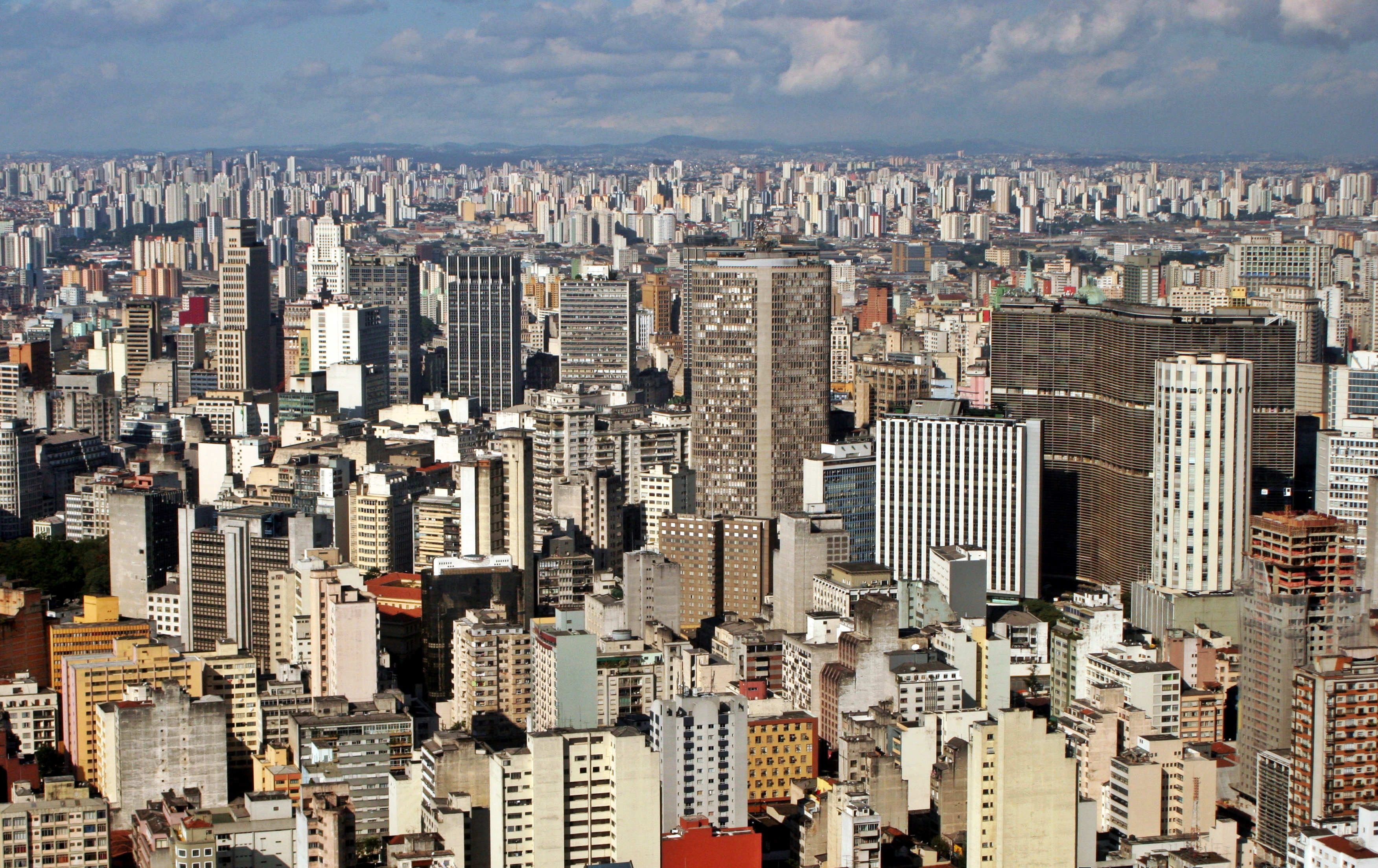
O Edifício Itália, mais alto, ao centro, ao lado do Copan, este com formato ondulado

A idealização do edifício ficou a encargo da colônia italiana em São Paulo, através do Circolo Italiano, cuja sede situava-se no terreno onde fora construída a torre. Sua construção tinha grande importância simbólica para a colônia pois representava a ascensão social e econômica dos imigantes italianos, que haviam começado no país nas lavouras de café e que em meados do século XX já possuíam grande importância na formação cultural da cidade. Portanto, em 1953, a construtora Otto Meinberg deu início aos seus planos de construção do edifício, e para isso convidou alguns arquitetos para participarem da concorrência para elaboração do projeto para o prédio. A disputa foi realizada com os arquitetos Franz Heep, Gio Ponti e Gregori Warchavchik. Apesar de parecer o menos indicado para o trabalho, Heep venceu a concorrência (afinal, Gio Ponti era italiano e Gregori havia estudado em Roma, deixando Heep sem nenhuma ligação especial com os italianos, mandantes da obra).
O projeto começou a ser construído no início da década de 60, terminando em 1965, tornando-se um dos maiores edifícios da cidade até então. O edifício foi dotado de uma escada de emergência externa, tendo em vista a ocorrência de grandes incêndios na cidade durante a década de 70, como nos edifícios Andraus e Joelma.

## Restaurante do Circolo
O Restaurante do Circolo Italiano San Paolo, funciona no primeiro andar, também é usado para eventos para comemorar datas significativas. O seu anexo o Bar, o Salão Nobre possui comunicação entre si ou independentes, adaptáveis às necessidades de cada evento.
O segundo andar há o salão de jogos, o salão de leitura, a sala de bilhar e os escritórios administrativos e as dependências da Diretoria. O Circolo é proprietário do Teatro Itália e de outros espaços no edifício.
Há também a Galeria Biganti, hall artístico, cujo nome homenageia o grande artista e caricaturista Edmondo Biganti, sócio do Circolo Italiano. Suas obras estão expostas ao lado de tantas outras de nomes famosos do mundo das artes.

## Terraço Itália
O Terraço Itália é um restaurante situado no topo do Edifício Itália. Ao fim da construção do Edifício, o empresario italiano Evaristo Comolatti, se surpreendeu com a visão que o topo do prédio oferecia, sendo na época o maior de São paulo, e se determinou a abrir um restaurante naquele ultimo andar. Em 29 de setembro de 1967, durante a gestão do prefeito Faria Lima, foi inaugurado um espaço inovador para São Paulo. Sua fama, desde sempre, esteve na ampla visão de todas as direções da cidade. A luxuosidade e a alta gastronomia tornou o restaurante um ponto de encontro de celebridades e grandes personalidades. As paredes de vidro e o horizonte da capital transformaram o estabelecimento em um dos maiores pontos turísticos da capital paulista.
Em outubro de 2015 o restaurante sofreu danos e perda de mobília após um incêndio ocorrido no seu salão nobre. Não houve feridos no incidente, mas o restaurante ficou interditado por alguns dias. Em novembro de 2016, uma dupla de paraquedistas driblou a segurança do Terraço Itália e saltou de paraquedas do alto do edifício.

## Dados e números sobre o Edifício Itália

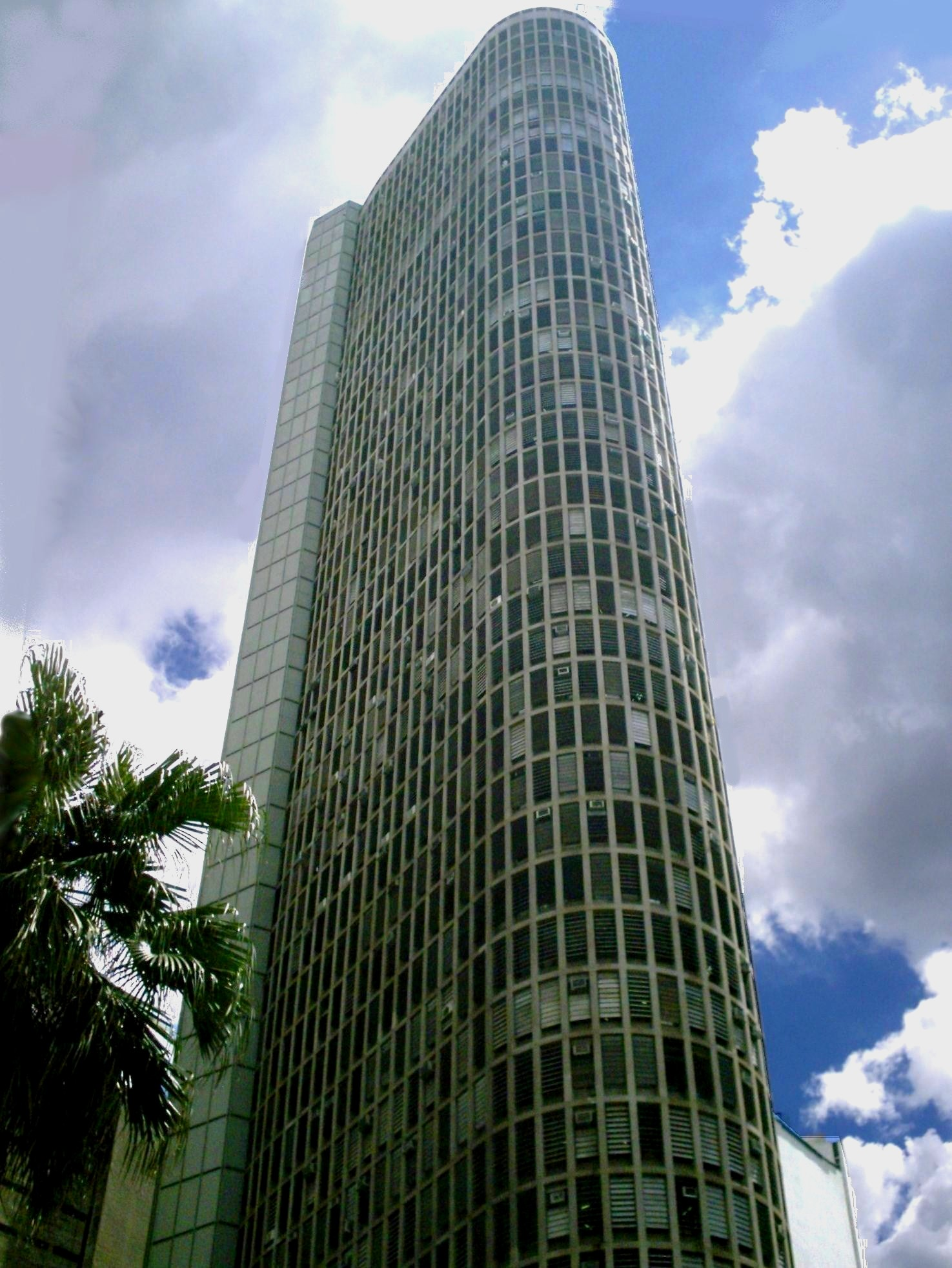
O Edifício Itália

- 165 m[2] (151 m[2] a partir do nível da rua)
- 19 elevadores;
- 46 pavimentos;
- 52 mil metros quadrados de área construída;
- Capacidade para dez mil pessoas;
- Capacidade para população flutuante de 25 mil pessoas;
- 4 mil janelas na fachada do prédio, com 6 mil metros quadrados de vidro;
- Peso total da torre de 38.660 toneladas;
- Fundação feita sobre 276 estacas.
- Latitude= -23.545525, Longitude= -46.643583 (Projeção WGS84)

Durante a obra foram utilizados:
- 14 mil metros cúbicos de concreto;
- 150 mil sacos de cimento;
- 2,5 milhões de tijolos;
- 100 mil sacos de cal.